# Episodi di Miss Scarlet and the Duke (prima stagione)
La prima stagione della serie televisiva Miss Scarlet and the Duke è stata trasmessa su Alibi dal 31 marzo al 5 maggio 2020.
In Italia, la stagione è stata trasmessa in prima visione assoluta su Rai 4 dal 4 all'11 aprile 2021.
| nº | Titolo originale          | Titolo italiano          | Prima TV Regno Unito | Prima TV Italia |
| -- | ------------------------- | ------------------------ | -------------------- | --------------- |
| 1  | Inheritance               | Eredità                  | 31 marzo 2020        | 4 aprile 2021   |
| 2  | The Woman in Red          | La donna in rosso        | 7 aprile 2020        | 4 aprile 2021   |
| 3  | Deeds not Words           | Fatti, non parole        | 14 aprile 2020       | 10 aprile 2021  |
| 4  | Memento Mori              | Memento Mori             | 21 aprile 2020       | 10 aprile 2021  |
| 5  | Cell 99                   | Cella 99                 | 28 aprile 2020       | 11 aprile 2021  |
| 6  | The Case of Henry Scarlet | Il caso di Henry Scarlet | 5 maggio 2020        | 11 aprile 2021  |

## Eredità
- Titolo originale: Inheritance
- Diretto da: Declan O'Dwyer
- Scritto da: Rachel New

### Trama
Eliza Scarlet è una giovane donna che tenta di dimostrare al padre Henry, un detective privato, di potergli essere utile nelle sue indagini. Tuttavia, la sua improvvisa morte, unita ai debiti che egli si è lasciato dietro, la portano ad omettere la cosa quando si presenta un uomo che afferma di cercare la nipote e lei cerca di occuparsi del caso. Cercando la giovane Clara in un bordello fa la conoscenza di Moses, un truffatore giamaicano, che nonostante lei lo umili, resta colpito dalla sua intelligenza e dal suo spirito intrepido.
Quando sembra che le indagini stiano per chiudersi, Eliza si rende conto di essere stata raggirata: l'uomo che si è presentato come lo zio di Clara in realtà è il marito Joseph Simms, che lei aveva lasciato, e lui, al fine di impossessarsi della sua eredità ha finto di essere lo zio, che è in realtà morto, per trovarla così da farla chiudere in un manicomio. Con l'aiuto del protetto di suo padre, il detective di polizia William Wellington (noto come "il Duca") Eliza riesce a trovare una scappatoia che porta all'arresto dell'uomo, la cui precedente moglie non era morta come aveva sostenuto anzi è viva ed essendo Mr. Simms un bigamo il suo matrimonio con Clara non è valido; l'uomo viene arrestato e Clara adesso è libera e può entrare in possesso della sua eredità. Eliza, inoltre, trova un finanziatore e socio per iniziare la sua attività come investigatrice: Rupert Parker, il figlio della sua padrona di casa. Egli, nonostante l'insistenza della madre non vuole sposarsi e dal momento che nemmeno Eliza lo vuole decidono di mettersi in affari.
- Guest star: Maria Guiver (Delilah), Barry McKiernan (dottore Edwards), Shane G Casey (Vicar), Aidan McArdle (Alfred Winters/Joseph Simms), Lola Sattar (Eliza da giovane), Sean Duggan (pastore), Ellise Chappell (Clara Simms).
- Ascolti Italia: telespettatori 201 000 – share 1,40%[2]

## La donna in rosso
- Titolo originale: The Woman in Red
- Diretto da: Declan O'Dwyer
- Scritto da: Rachel New

### Trama
Eliza scopre che suo padre ha lasciato scadere il contratto d'affitto della casa di famiglia e viene minacciata di sfratto dalla proprietaria Mrs. Parker se non salderà il debito. Offre al Duca la sua collaborazione in cambio di denaro ma viene respinta. Per fortuna, ottiene il suo prossimo caso che però apparentemente risulta impossibile da risolvere. La sua cliente è Mrs. Butler, moglie di un uomo che si è dichiarato colpevole di omicidio, visto che si trovava sulla scena del crimine con un coltello insanguinato in mano. Miss Scarlet deve dimostrare l'innocenza dell'uomo ma subito dopo la sua cliente la licenzia senza spiegare il perché. Anche Moses assume Miss Scarlet poiché desidera ritrovare una tabacchiera che il morto teneva per lui nella sua cassaforte. Tramite un particolare presente sul corpo della vittima Elisa scopre che lui, Rupert e il dottor Albert appartenevano a un circolo segreto per nascondere la loro omosessualità. La verità è che il marito di Mrs. Butler e la vittima erano amanti e quando quest'ultimo aveva scoperto di essere malato, scoprendo che la tabacchiera che conteneva oppio non era di Moses ma del dottor Albert che era il medico della vittima, aveva chiesto a Edward Butler di stare con lui fino alla sua morte. Edward, per paura che sua moglie lo scoprisse, rifiutò e così la vittima ha deciso di morire davanti a lui per farlo sentire in colpa. Nel frattempo la moglie, che aveva scoperto la sua relazione tramite una lettera, aveva nascosto le prove della sua innocenza per fargliela pagare;  Eliza però riesce a persuaderla in tempo per salvare un innocente dalla forca. Mr. Butler viene scagionato mentre la moglie viene arrestata per aver nascosto le prove.
Risolto il caso Eliza paga il debito a Mrs. Parker inoltre assume Moses come "esattore di crediti", per farsi pagare da quei clienti che non le danno il giusto compenso per il lavoro.
- Guest star: Louisa Dolan (Harriet), Kieran Hodgson (dottore Moorhouse), Megan McDonnell (cameriera del maggiordomo), Deirdre Mullins (Tabitha Butler), David Crowley (Edward Butler), Brian DeSalvo (magistrato Wilkes), Simon Ludders (Mr. Potts), Tadgh Murphy (Jim Thief), Anthony Morris (Albert).
- Ascolti Italia: telespettatori 206 000 – share 1,40%[2]

## Fatti, non parole
- Titolo originale: Deeds not Words
- Diretto da: Declan O'Dwyer
- Scritto da: Rachel New

### Trama
Eliza viene assunta dal Duca per andare sotto copertura e infiltrarsi in un gruppo di suffragette durante la campagna elettorale, dove scopre che la leader Margaret Fairfax segue il principio "il fine giustifica i mezzi". Intanto William si imbatte in Moses ed essendo a conoscenza della sua fedina penale lo esorta a stare lontano da Eliza.
Quando un uomo viene trovato morto danti casa della leader delle suffragette la principale sospettata è appunto Margaret che sostiene che prima di costituirsi farà in modo che le sue azioni facciano la storia così che le donne possano avere voce in capitolo. La verità è che l'uomo morto era il suo vecchio professore universitario che lei ha sfruttato per costruire una bomba che avrebbe fatto esplodere nel circolo per gentiluomini frequentato da suo fratello e dagli stessi uomini del parlamento che hanno sempre negato le petizioni delle donne. Anche se Margaret è stata arrestata Eliza capisce che c'è del vero nelle parole della donna e decide di insegnare alla sua governante Ivy a leggere.
- Guest star: Geraldine McAlinden (Flora Mountford), Caitlin Drabble (Margaret Fairfax), Simon Ludders (Mr. Potts), Steve Gunn (Terrence Davidson-Merritt), Gerard Byrne (professore Fleming), Enda Oates (Ms. Bartlet), Nick Dunning (sovrintendente Stirling).
- Ascolti Italia: telespettatori 266 000 – share 1,90%[3]

## Memento Mori
- Titolo originale: Memento Mori
- Diretto da: Declan O'Dwyer
- Scritto da: Ben Edwards

### Trama
Eliza è contattata da Herr Hildegard, il vicino del suo studio, che le chiedo di aiutare un suo amico fotografo di persone morte, sembra che questi riceve messaggi bizzarri e minacciosi dall'oltretomba dove tutte le foto che ho fatto è raffigurata l'immagine di sua moglie morta da un anno e spaventato chiede a Eliza di indagare. Secondo la fidanzata del fotografo, sua collaboratrice, chi li tormenta è lo spirito della moglie defunta, ma Eliza è scettica. In seguito fa una scoperta sorprendente su suo padre e si rende conto che il Duca si sta prendendo tutto il merito per i casi che lei stessa ha risolto, in particolare quello delle suffragette, compreso quello a cui sta lavorando e questo la infastidisce, ma la ragione per il quale non la menzionata e che sta cercando di ottenere la promozione ispettore capo, posizione che solo il sovrintendente Stirling può approvare. Tuttavia anche se alla fine il caso viene risolto, il cui colpevole era la moglie del fotografo che prima di morire volendosi vendicare del marito e dell'amante ha fatto in modo di far recapitare quelle foto tramite la figlia quando i due avessero ufficializzato il fidanzamento facendo credere loro che fosse opera del suo fantasma, William e non ottiene la promozione che ambisce e per fare un dispetto al suo superiore lascia il merito del caso a Eliza.
- Guest star: Nick Dunning (sovrintendente Stirling), Richard Evans (Herr Hildegard), Amy McAllister (Tilly Hildegard), Hugh O'Connor (James Henderson), Róisín Murphy (Amelia Evans), Kevin Eldon (Jacob Bunce), Marion O'Dwyer (Edith Evans, madre di Amelia), Shane O'Regan (Matthew), Simon Ludders (Mr.Potts), Amelie Metcalfe (Violet Henderson, figlia di James), Emer Hedderman (Ruth McCarthy), Darragh Byrne (impiegato servizio telegramma), Matthew Malone (Pc Honeychurch)
- Ascolti Italia: telespettatori 255 000 – share 1,90%[3]

## Cella 99
- Titolo originale: Cell 99
- Diretto da: Declan O'Dwyer
- Scritto da: Ben Edwards

### Trama
La scoperta da parte di Eliza del libretto-agenda di suo padre la porta in una prigione abbandonata alla periferia di Londra. Il Duca, venuto a sapere della sua mancanza da casa, la trova nella prigione, ma quando stanno per andare via vengono aggrediti da un uomo che Eliza riconosce come il medico che le riportò a casa suo padre quando morì. I due indagano in quello che sembra un edificio vuoto presto scoprono che è il nascondiglio di una banda di criminali che creava false cambiali. Di conseguenza la morte del padre di Eliza è stato un omicidio e forse il misterioso uomo mascherato che li ha aggrediti è il vero assassino. Temendo per la sua vita William la fa mettere sotto protezione e confessa al sovrintendente Stirling che è stato per merito suo se molti dei casi a cui ha lavorato sono stati risolti.
Durante le indagini viene fuori che Moses potrebbe essere associato alla banda di falsari e William sembra sostegno dell'ipotesi, ma Eliza difende l'uomo reputandolo estraneo alla vicenda. Tuttavia quella stessa notte il falsario trovato nella prigione poi portato in ospedale viene ucciso.
- Guest star: Nick Dunning (sovrintendente Stirling), Richard Evans (Herr Hildegard), Amy McAllister (Tilly Hildegard), Roland Czaczyk (Garm), Rory Mullen (Nathaniel Caine), Barry McKiernan (dottore Edwards/Harwood), Simon Ludders (Mr. Potts).
- Ascolti Italia: telespettatori 228 000 – share 1,20%[4]

## Il caso di Henry Scarlet
- Titolo originale: The Case of Henry Scarlet
- Diretto da: Declan O'Dwyer
- Scritto da: Rachel New

### Trama
William è furioso perché il suo testimone è stato ucciso mentre era sotto protezione, inoltre, ha scoperto che le cambiali false sono state usate in alcune banche per ritirare una grande quantità di oro del valore di settantamila sterline, se non di più, e questa potrebbe essere la causa della morte del padre di Eliza. Infatti, la presunta morte per attacco cardiaco si rivela falsa. Il Duca non volendo metterla in pericolo le affida degli agenti per proteggerla ma Stirling, ritenendo che siano inutili li fa togliere, allora William decide di pagarli di tasca propria. Con il tempo che sta per scadere, deve risolvere un puzzle sconcertante, mentre Moses diventa il principale indiziato collegato alle rapine e alla produzione della cambiali false, dopo che nella sua stanza sono state trovate una borsa piena di cambiali; anche se Eliza crede nella sua innocenza.
Moses si presenta da lei di nascosto e la mette in guardia dicendole che William non è l'uomo che lei pensa che sia, e questo la mette in difficoltà; tuttavia dalle sue parole emergono dei fatti: il testimone aveva un fratello che dice al Duca che un poliziotto lo ha obbligato sotto minaccia a non dire una parola, e sembra si tratti del sovrintendente Stirling che poi viene trovato morto. Eliza non è convinta e crede che ci sia dell'altro.
Il colpevole si rivela Frank Jenkins che ha fatto tutto ciò per arricchirsi e che ha ucciso il padre di Eliza perché si era immischiato e tenta pure di uccidere William e la stessa Eliza; solo l'intervento di Moses, a cui William su insistenza di Eliza porge le sue scuse, salva i due e fa arrestare Jenkins. Nonostante l'antipatia tra i due uomini, Moses suggerisce al duca di collaborare insieme per il bene di Eliza, mentre quest'ultima spera che adesso che ha risolto un caso importante la sua reputazione crescerà. Per festeggiare lei e William vanno fuori a cena.
- Guest star: Nick Dunning (sovrintendente Stirling), Sean Duggan (pastore), Will O'Connell (Benjamin Caine), Bosco Hogan (direttore di banca), Amy McAllister (Tilly Hildegard).
- Ascolti Italia: telespettatori 210 000 – share 1,20%[4]